# Вонджон (ван Чосона)
Вонджо́н (кор. 원종, 元宗, Wonjong, 1580—1619) — принц корейского государства Чосон из династии Ли. Вонджон не был правящим ваном, но в период правления своего сына Инджо он был удостоен храмового имени и посмертных титулов в ранге настоящего вана. При жизни носил титул принца —  Чонво́н-гун (с 1587 года).
Личное имя — Пу (кор. 부, 琈, Bu), таким образом его имя при рождении — Ли Пу.
Посмертные титулы — Коння́н-тэва́н, Чанхё-тэван.

## Биография
Родился в 1580 году в дворце Кёнбоккун. Он был сыном вана Сонджо от наложницы Ин, происходившей из клана Сувон Ким (1555—1613) (인빈 김씨). Он был третьим сыном наложницы Ин от Сонджо, в всего она родила ему 9 детей. По отцу у Вонджона также были сводные братья и сёстры, рождённые от законной жены Сонджо — королевы Инмок, благородной наложницы Кон (принцы Имхэ и Кванхэ) и других наложниц.
Вонджон женился на девушке из знатной семьи Гу, из клана Нынсон Гу, в 1587 году. Она известна по посмертному титулу как королева Инхо́н (인헌왕후). У них было трое сыновей, старший из которых — Ли Чон — стал затем ваном Инджо. Кроме того, у Вонджона была наложница Ким из клана Пхёнчхан Ким, которая родила ему мальчика.
В 1608 году ван Сонджо скончался, на трон взошёл его сын, старший сводный брат Вонджона — Ли Хон, принц Кванхэ.
Вонджон скончался в Хансоне в 1619 году в возрасте 39 лет.
В 1623 году Кванхэ-гун был свергнут в результате дворцового переворота и отправлен в ссылку. Трон занял сын Вонджона — Инджо́. Как почтительный сын, Инджо повелел присвоить своим родителям почётные посмертные титулы. Так его мать получила титул Инхон-ванху́ (королева Инхо́н), а его отец — в 1623 году получил титул Тэво́н-гун, а в 1627 году — ван Вонджо́н, Коння́н-тэва́н, Чанхё-тэван.

## В популярной культуре
Образ Вонджона сыграли южнокорейские актёры:
- Ли Джеюн в телесериале «Западный дворец» (서궁) (KBS2, 1995 год)
- Чан Сынджо[англ.] в телесериале «Впечатляющая политика» (화정) (MBC, 2017 год).